# 安德鲁索夫山脊
安德鲁索夫山脊（̣̣Dorsa Andrusov）是位于月球丰富海中的一道皱岭，中心月面坐标为，全长160公里，其名称取自俄罗斯地质学家、地层学家及古生物学家尼古拉·伊凡诺维奇·安德鲁索夫（Nicolai Ivanovich Andrusov，1861年12月19日-1924年4月27日），1976年该名称被国际天文联合会正式批准接受。
前苏联首次将月岩带回地球的无人探月飞船-月球16号就降落在该山脊的附近。